# V1-Stellungen im Nutscheid

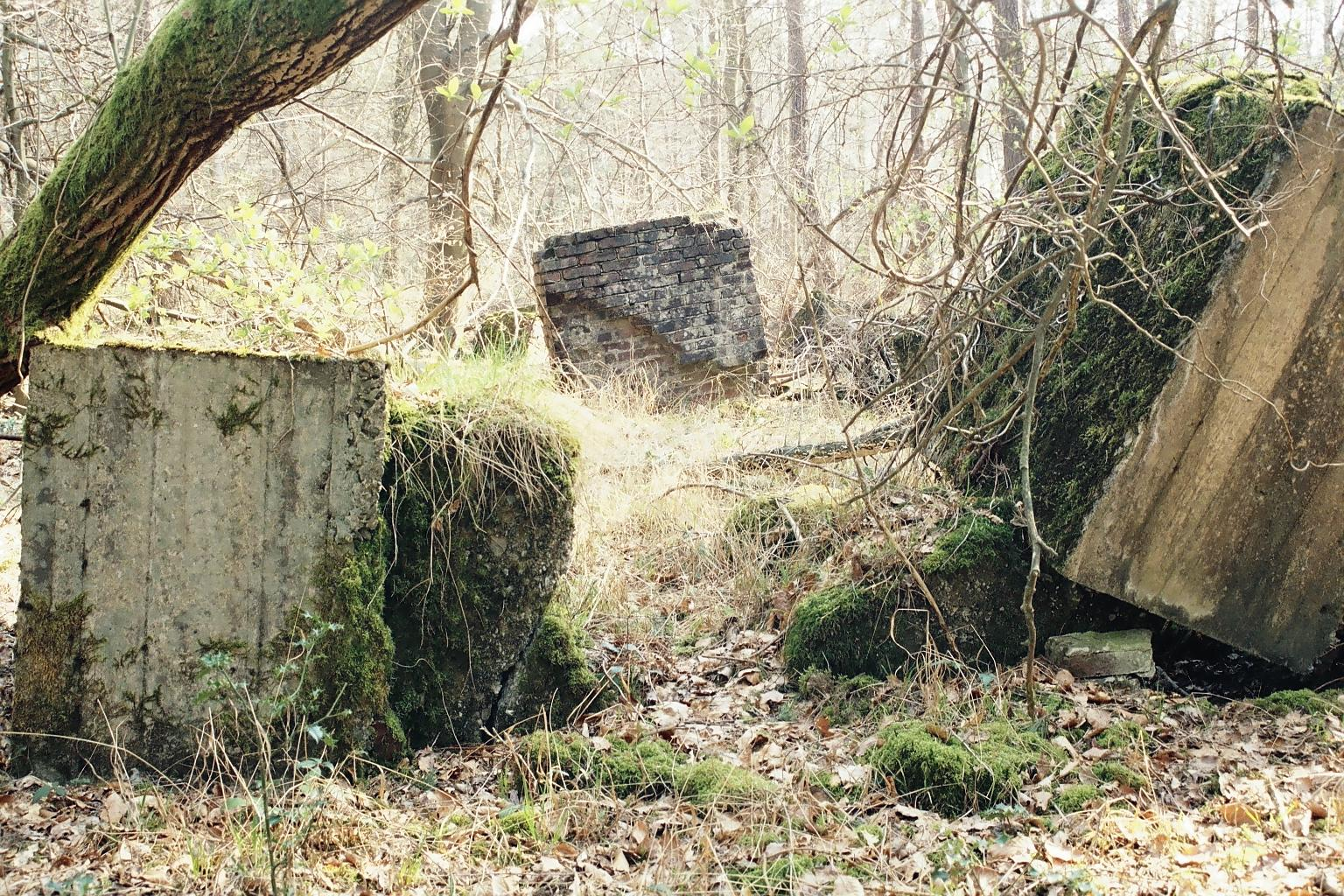
Trümmer der Rampenstützen

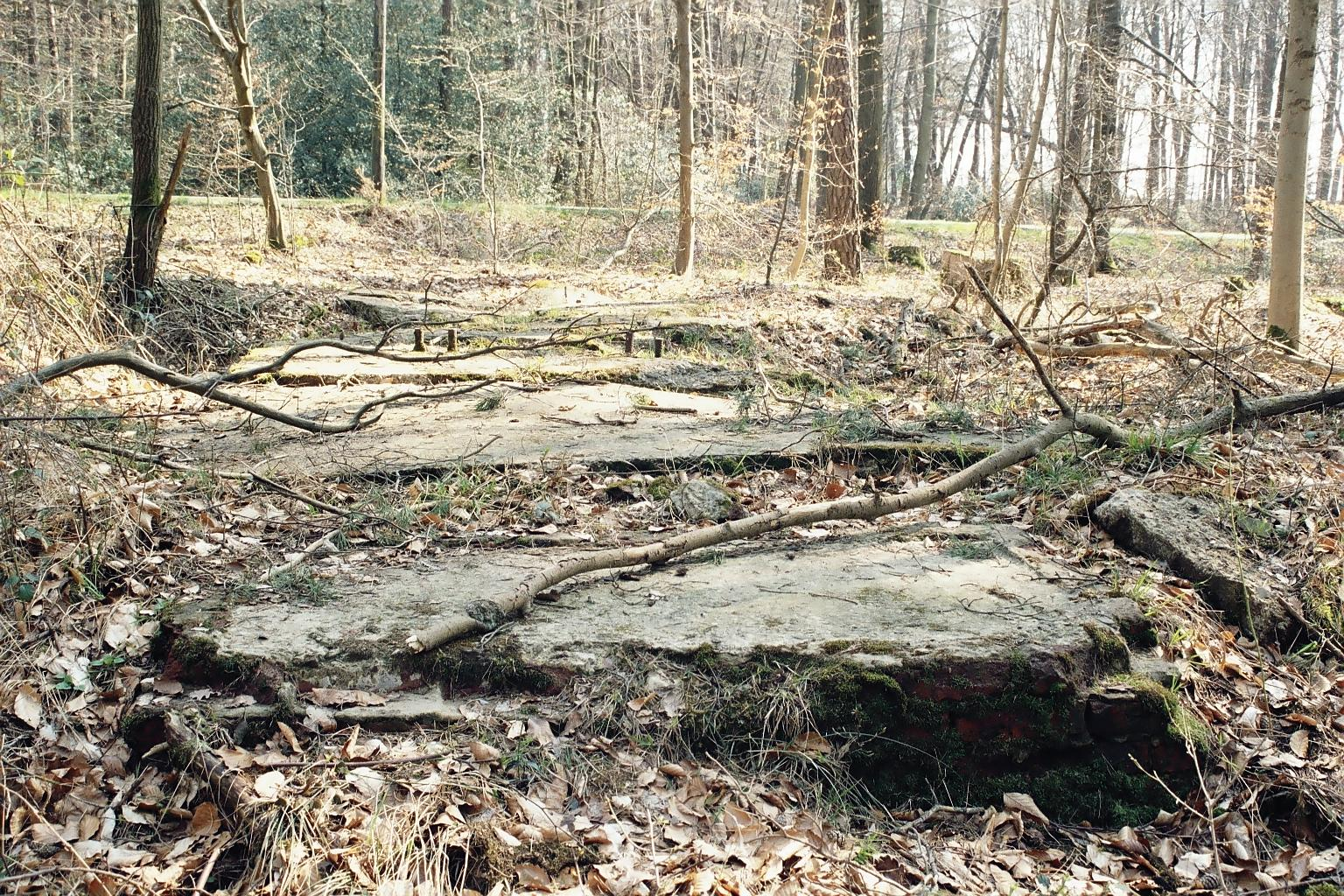
Reste des Hauptfundamentes, im Hintergrund die Landstraße

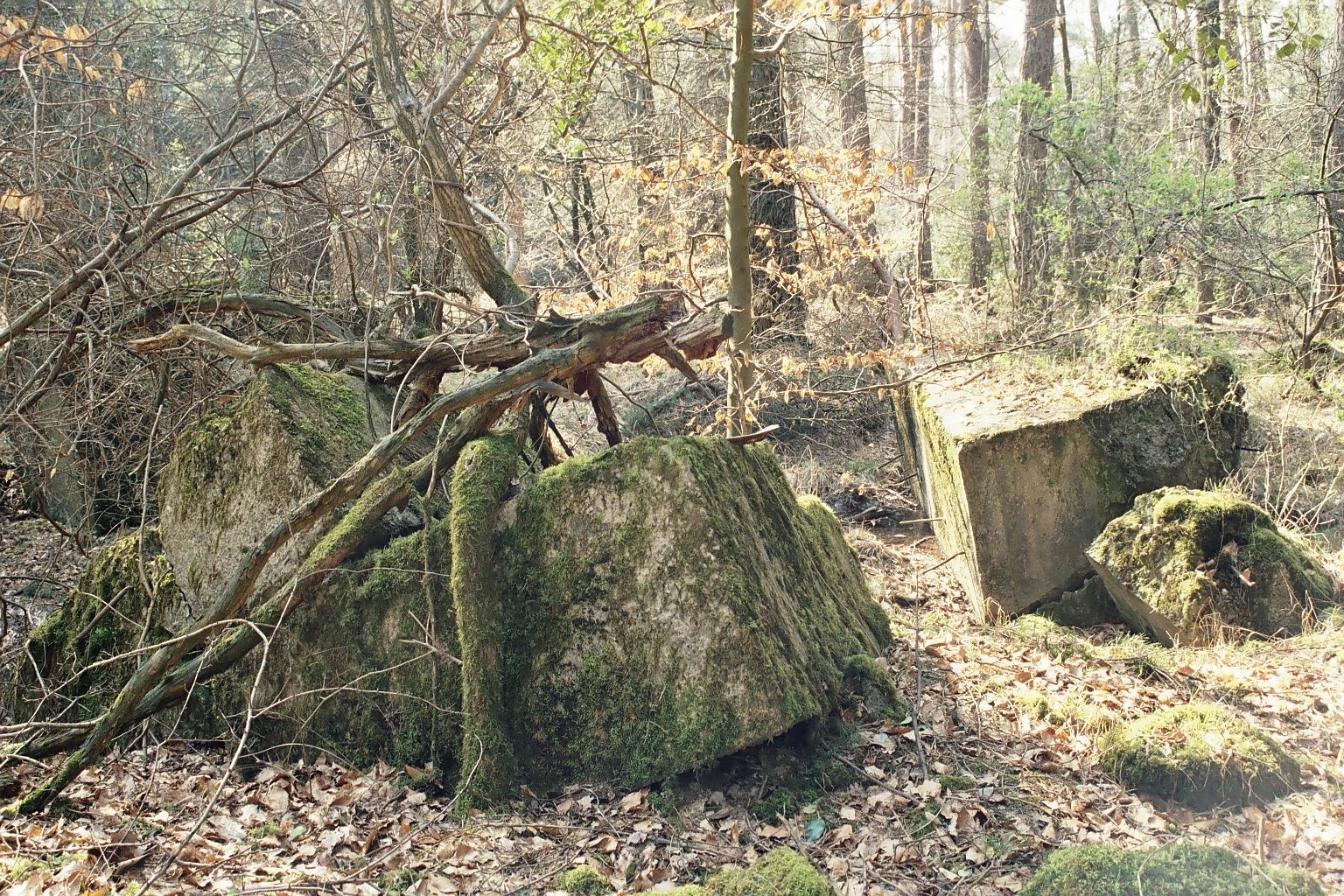
Die Natur erobert ihr Terrain zurück

Die V1-Stellungen im Nutscheid waren Rampen zum Start der auch als V1 bekannten Fieseler Fi 103 in den Ortsteilen Winterscheid der Gemeinde Ruppichteroth und Eitorf-Rankenhohn im Rhein-Sieg-Kreis. Insgesamt wurden hier fast 150 Flugkörper gestartet.
Im Wald an der Bundesstraße 56 unterhalb von Lohmar-Heide am „Schlangensiefen“ liegen die Reste der V1-Stellung Nr. 118, die nach dem Rückzug aus der Eifel von der 2. Batterie der I. Abteilung des Flak-Regiments 155(W) benutzt werden sollte. Die Stellung wurde aber nicht fertiggestellt, da die Sperrung der damaligen Reichsstraße 56 für die Abschüsse eine wichtige Nachschubverbindung unterbrochen hätte.
Unmittelbar neben der Landstraße 86 zwischen Eitorf und Schönenberg, unweit des Fleckens Kuchem, befinden sich im Wald große Betonbrocken und Ziegelsteinmauerwerk als Reste einer Feuerstellung, die im Februar und März 1945 von der Wehrmacht benutzt wurde, um V1-Flugkörper in den Raum Antwerpen zu starten.
Mit einer weiteren Stellung gut einen Kilometer südwestlich bei Hatterscheid und einer dritten wenige Kilometer östlich bei Rankenhohn lagen hier die einzigen rechtsrheinischen Startplätze, die gegen Ende des Zweiten Weltkrieges noch zum scharfen Schuss kamen. Nach dem Krieg wurden die Stellungen von britischen Truppen zerstört.
Bei Kuchem zu sehen sind die gesprengten Betonfundamente der Pendelstützen für die steil aufsteigende Startrampe sowie das Hauptfundament und eine Grube, in der sich der Kommandostand befand. Das Gelände ist frei zugänglich. Von der Stellung bei Hatterscheid ist derzeit nur eine Erdgrube mit geringen Betonresten sichtbar.
Besitzer der Waldgebiete ist Maximilian Graf von Nesselrode-Reichenstein. Das Rheinische Amt für Bodendenkmalpflege stellte das Areal inzwischen unter Denkmalschutz. Es ist als ortsfestes Bodendenkmal unter der Nr. SU189 in die Liste der Bodendenkmäler der Gemeinde Ruppichteroth eingetragen. Die Reste der Abschussanlagen in der Nähe der Ortslagen Bornscheid (Reservestellung) und Hatterscheid sind ebenfalls unter Denkmalschutz gestellt.